# Атиња Онсен
Атиња Онсен (фр. Attignat-Oncin) насеље је и општина у источној Француској у региону Рона-Алпи, у департману Савоја која припада префектури Шамбери.
По подацима из 2011. године у општини је живело 548 становника, а густина насељености је износила 29,69 становника/km². Општина се простире на површини од 18,46 km². Налази се на средњој надморској висини од 590 метара (максималној 1.427 m, а минималној 381 m).

## Демографија
| 1962. | 1968. | 1975. | 1982. | 1990. | 1999. | 2011. |
| ----- | ----- | ----- | ----- | ----- | ----- | ----- |
| 404   | 448   | 380   | 397   | 398   | 418   | 548   |

График промене броја становника у току последњих година